# Comuna de Skarbimierz
Skarbimierz (polaco: Gmina Skarbimierz) é uma gminy (comuna) na Polónia, na voivodia de Opole e no Condado de Brzeg. A sede do condado é a cidade de Skarbimierz Osiedle.
De acordo com os censos de 2004, a comuna tem 7143 habitantes, com uma densidade 64,6 hab/km².

## Área
Estende-se por uma área de 110,5 km², incluindo:
- área agricola: 76%
- área florestal: 4%

## Demografia
Dados de 30 de Junho 2004:
|                      | Total   | Total | Mulheres | Mulheres | Homens  | Homens |
| -------------------- | ------- | ----- | -------- | -------- | ------- | ------ |
|                      | pessoas | %     | pessoas  | %        | pessoas | %      |
| População            | 7143    | 100   | 3556     | 49,8     | 3587    | 50,2   |
| Densidade (pop./km²) | 64,6    | 100   | 32,2     | 32,2     | 32,5    | 32,5   |

De acordo com dados de 2002, o rendimento médio per capita ascendia a 1415,37 zł.

## Comunas vizinhas
- Lewin Brzeski, Lubsza, Olszanka, Oława, Popielów, Brzeg